# Tettiellona virungana
Tettiellona virungana är en insektsart som först beskrevs av Rehn, J.A.G. 1914.  Tettiellona virungana ingår i släktet Tettiellona och familjen torngräshoppor. Inga underarter finns listade i Catalogue of Life.